# Epping Upland
 (avril 2023).
Pour les articles homonymes, voir Epping (homonymie).
Epping Upland est un village et une paroisse civile de l'Essex, en Angleterre.